# Maximilian von Hohenberg
Maximilian Karl Franz Michael Hubert Anton Ignatius Joseph Maria von Hohenberg, duca di Hohenberg (Vienna, 29 settembre 1902 – Vienna, 8 gennaio 1962), è stato un nobile austriaco, capo del Casato di Hohenberg dal 1917 al 1962.

## Biografia
Maximilian era il figlio maggiore dell'erede al trono austriaco Francesco Ferdinando, Arciduca d'Austria-Este, e di sua moglie, Sophie Chotek von Chotkowa. Poiché quello dei genitori era un matrimonio morganatico, Maximilian ed i suoi fratelli furono esclusi dalla successione al trono. Fu battezzato a Vienna due giorni dopo la sua nascita e il suo padrino era l'arciduca Carlo Stefano.
Dalla nascita ebbe il titolo di von Hohenberg accordato a sua madre al momento del suo matrimonio, e nel 1905 condivise con i suoi fratelli lo stile di "Altezza Serenissima". Sebbene Sophie avesse ricevuto il titolo di duchessa, nel 1909, dall'imperatore Francesco Giuseppe, un titolo concesso a titolo personale, Maximilian non lo ereditò alla sua morte nel 1914. Il 31 agosto 1917, tuttavia, l'imperatore Carlo I gli concesse il ducato su base ereditaria, passando a un trattamento da "Altezza Serenissima" ad "Altezza".
Nel 1911, si vociferava tra i circoli francesi che la Germania prevedeva di installare Maximilian come governatore imperiale di Alsazia-Lorena.
Dopo l'assassinio dei suoi genitori a Sarajevo nel 1914, che provocò lo scoppio della prima guerra mondiale, il principe Maximilian, sua sorella principessa Sophie e suo fratello principe Ernst, furono inizialmente accolti dai loro zii materni Marie e Jaroslav, principi von Thun e Hohenstein, e successivamente crebbero sotto la cura della loro bisnonna, l'arciduchessa Maria Teresa d'Austria.
Nel 1918 dopo il crollo dell'Impero e della Monarchia, furono esiliati dalla Cecoslovacchia, perdendo la loro casa di famiglia, il Castello di Konopiště, e tutti i loro averi. Essi si rifugiarono a Vienna nel Castello di Artstetten. Maximilian si laureò in Giurisprudenza presso l'Università di Graz nel 1926. Gestì le proprietà della famiglia e lavorò come avvocato. Fece parte del movimento per la restaurazione della monarchia e del suo parente Otto all'ex trono imperiale.

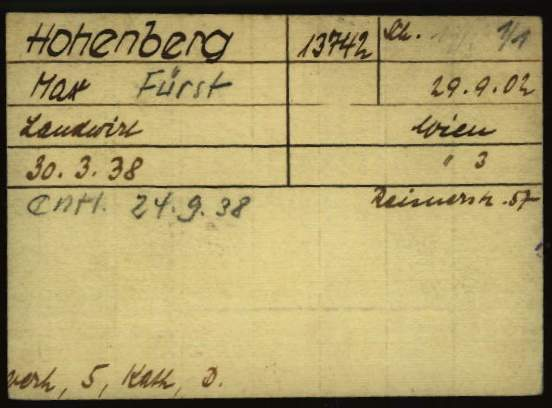
Scheda di registrazione di Maximilian von Hohenberg come prigioniero nel campo di concentramento nazista di Dachau

Ma nel 1938, l'Austria divenne parte del Reich tedesco a seguito dell'Anschluss. Dopo essersi pronunciati per l'indipendenza dell'Austria e contro l'Anschluss, Maximilian e suo fratello furono arrestati e deportati dal regime nazista al campo di concentramento di Dachau. Maximilian fu rilasciato dopo sei mesi (Ernst fu trasferito in altri campi di concentramento e rilasciato solo nel 1943) e fu quindi costretto a rimanere al Castello di Artstetten; le autorità del Reich espropriarono le altre proprietà della famiglia in Austria.

## Discendenza
Sposò, il 16 novembre 1926, la contessa Maria Elisabeth von Waldburg zu Bona Wolfegg und Waldsee (1904–1993), figlia del conte Maximilian von Waldburg zu Wolfegg und Waldsee. La coppia ha avuto sei figli:
- Franz Ferdinand (1927–1977), sposò la principessa Elisabetta di Lussemburgo, ebbero due figlie;
- Georg (1929–2019), sposò la principessa Eleonore von Auersperg-Breunner, ebbero tre figli;
- Albrecht (1931-2021), sposato con la contessa Léontine di Cassis-Faraone, hanno avuto quattro figli;
- Johannes (1933–2003), sposò Elisabeth Meilinger-Rehrl, ebbero quattro figli;
- Peter (1936–2017), sposò Christine-Maria-Meilinger Rehrl, ebbero due figlie;
- Gerhard (1941–2019).

## Morte
Dopo la liberazione dell'Austria nel 1945, i cittadini di Artstetten elessero Maximilian sindaco, con il consenso delle autorità di occupazione sovietica. Servì per due anni come sindaco.
Maximilian morì l'8 gennaio 1962 e venne sepolto nella cripta del castello di Artstetten. I resti di sua moglie sono in un sarcofago alla sua sinistra.

## Ascendenza
|                                           |                         |                                       | Genitori                                    |  |  | Nonni |  |  | Bisnonni                         |  |  | Trisnonni                     |  |
|                                           |                         |                                       |                                             |  |  |       |  |  | Francesco Carlo d'Asburgo-Lorena |  |  | Francesco II d'Asburgo-Lorena |  |
|                                           |                         |                                       |                                             |  |  |       |  |  | Francesco Carlo d'Asburgo-Lorena |  |  | Francesco II d'Asburgo-Lorena |  |
|                                           |                         | Maria Teresa di Borbone-Due Sicilie   |                                             |  |  |       |  |  | Francesco Carlo d'Asburgo-Lorena |  |  |                               |  |
| Carlo Ludovico d'Asburgo-Lorena           |                         |                                       |                                             |  |  |       |  |  | Francesco Carlo d'Asburgo-Lorena |  |  |                               |  |
|                                           |                         | Sofia di Baviera                      | Massimiliano I di Baviera                   |  |  |       |  |  |                                  |  |  |                               |  |
|                                           |                         | Sofia di Baviera                      | Massimiliano I di Baviera                   |  |  |       |  |  |                                  |  |  |                               |  |
|                                           |                         | Sofia di Baviera                      | Carolina di Baden                           |  |  |       |  |  |                                  |  |  |                               |  |
| Francesco Ferdinando d'Asburgo-Este       |                         | Sofia di Baviera                      |                                             |  |  |       |  |  |                                  |  |  |                               |  |
|                                           |                         | Ferdinando II delle Due Sicilie       | Francesco I delle Due Sicilie               |  |  |       |  |  |                                  |  |  |                               |  |
|                                           |                         | Ferdinando II delle Due Sicilie       | Francesco I delle Due Sicilie               |  |  |       |  |  |                                  |  |  |                               |  |
|                                           |                         | Ferdinando II delle Due Sicilie       | Maria Isabella di Borbone-Spagna            |  |  |       |  |  |                                  |  |  |                               |  |
| Maria Annunziata di Borbone-Due Sicilie   |                         | Ferdinando II delle Due Sicilie       |                                             |  |  |       |  |  |                                  |  |  |                               |  |
|                                           |                         | Maria Teresa d'Asburgo-Teschen        | Carlo d'Asburgo-Teschen                     |  |  |       |  |  |                                  |  |  |                               |  |
|                                           |                         | Maria Teresa d'Asburgo-Teschen        | Carlo d'Asburgo-Teschen                     |  |  |       |  |  |                                  |  |  |                               |  |
|                                           |                         | Maria Teresa d'Asburgo-Teschen        | Enrichetta di Nassau-Weilburg               |  |  |       |  |  |                                  |  |  |                               |  |
| Maximilian von Hohenberg                  |                         | Maria Teresa d'Asburgo-Teschen        |                                             |  |  |       |  |  |                                  |  |  |                               |  |
|                                           | Karl Chotek von Chotkow | Rudolf Chotek von Chotkowa und Wognin |                                             |  |  |       |  |  |                                  |  |  |                               |  |
|                                           | Karl Chotek von Chotkow | Rudolf Chotek von Chotkowa und Wognin |                                             |  |  |       |  |  |                                  |  |  |                               |  |
|                                           | Karl Chotek von Chotkow | Maria Sidonia von Clary und Aldringen |                                             |  |  |       |  |  |                                  |  |  |                               |  |
| Bohuslaw Chotek von Chotkow               | Karl Chotek von Chotkow |                                       |                                             |  |  |       |  |  |                                  |  |  |                               |  |
|                                           |                         | Marie Berchtold von Ungarschitz       | Anton Berchtold von Ungarschitz             |  |  |       |  |  |                                  |  |  |                               |  |
|                                           |                         | Marie Berchtold von Ungarschitz       | Anton Berchtold von Ungarschitz             |  |  |       |  |  |                                  |  |  |                               |  |
|                                           |                         | Marie Berchtold von Ungarschitz       | Marie Anna Franziska Huszár de Szent-Baráth |  |  |       |  |  |                                  |  |  |                               |  |
| Sophie Chotek von Chotkowa                |                         | Marie Berchtold von Ungarschitz       |                                             |  |  |       |  |  |                                  |  |  |                               |  |
|                                           |                         | Joseph Kinsky von Wchinitz und Tettau | Ferdinand Kinsky von Wchinitz und Tettau    |  |  |       |  |  |                                  |  |  |                               |  |
|                                           |                         | Joseph Kinsky von Wchinitz und Tettau | Ferdinand Kinsky von Wchinitz und Tettau    |  |  |       |  |  |                                  |  |  |                               |  |
|                                           |                         | Joseph Kinsky von Wchinitz und Tettau | Maria Charlotte von Kerpen                  |  |  |       |  |  |                                  |  |  |                               |  |
| Wilhelmine Kinsky von Wchinitz und Tettau |                         | Joseph Kinsky von Wchinitz und Tettau |                                             |  |  |       |  |  |                                  |  |  |                               |  |
|                                           |                         | Marie Czernin von Chudenitz           | Volfgang Maria Czernin von Chudenitz        |  |  |       |  |  |                                  |  |  |                               |  |
|                                           |                         | Marie Czernin von Chudenitz           | Volfgang Maria Czernin von Chudenitz        |  |  |       |  |  |                                  |  |  |                               |  |
|                                           |                         | Marie Czernin von Chudenitz           | Antonie of Salm-Neuburg                     |  |  |       |  |  |                                  |  |  |                               |  |
|                                           |                         | Marie Czernin von Chudenitz           |                                             |  |  |       |  |  |                                  |  |  |                               |  |

## Titoli[1][5]
- 29 settembre 1902-1905: il principe Maximilian von Hohenberg
- 1905-28 giugno 1914: Sua Altezza Serenissima il principe Maximilian von Hohenberg
- 31 agosto 1917-8 gennaio 1962: Sua Altezza il duca Maximilian von Hohenberg